# Cyrkuł bełski
Cyrkuł bełski (niem. Belzer Kreis) – jednostka administracyjna Cesarstwa Austrii w Królestwie Galicji i Lodomerii w latach 1773–1782.

## Historia

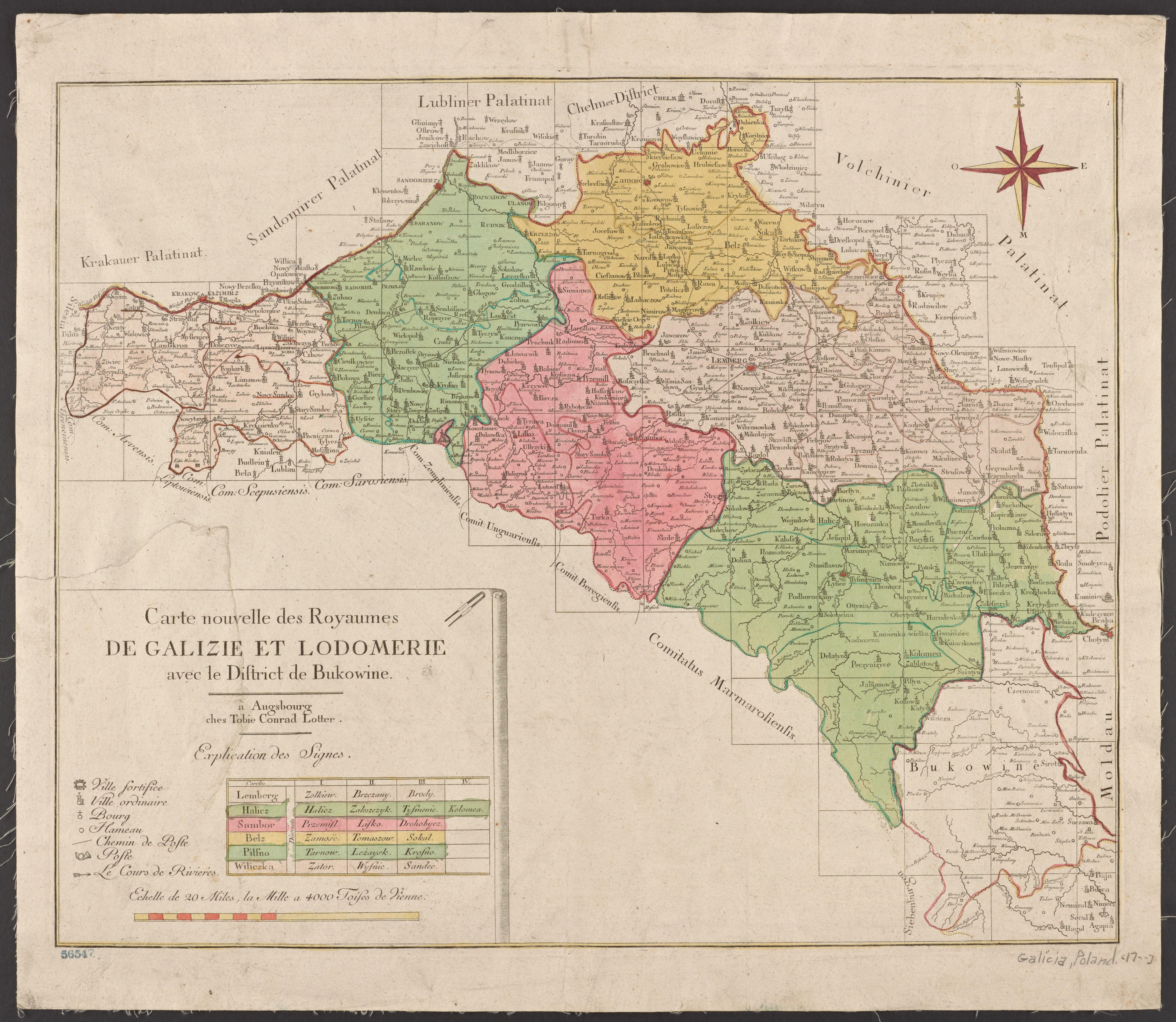
Cyrkuł bełski (kolor żółty) ok. 1780 – zobacz notę w tekście odnośnie przebiegu granicy północnej, która znacznie się zmieniła między 1773 a 1777

### Początki
Cyrkuł bełski z siedzibą w Zamościu utworzono w 1773 roku na ziemiach polskich zagarniętych przez Austrię podczas I rozbioru. Inicjalnie został on podzielony na osiem dystryktów (powiatów):
- Goraj
- Hrubieszów
- Lubaczów
- Łaszczów
- Uhnów
- Ulanów
- Witków
- Zamość

Podział ten nie przetrwał długo – już na konferencji Kancelarii Nadwornej z 14 marca 1774 stwierdzono, że tak duża liczba dystryktów może być uzasadniona jedynie w sytuacji, gdyby przed ich naczelnikami stały liczne i istotne zadania. W związku z tym ustalono ogólną zasadę, że w odpowiednim czasie konieczna będzie znaczna redukcja ich liczby. Zgodnie z tym stanowiskiem, 21 czerwca 1774 gubernator przedstawił swoje wnioski dotyczące reorganizacji. W odpowiedzi otrzymał dekret z 3 sierpnia 1774 roku, w którym poinformowano, że cesarzowa Maria Teresa Habsburg wyraziła zasadniczą zgodę na proponowane zmiany – pod warunkiem, że ich wdrożenie nie opóźni prac nad wprowadzeniem systemu podatkowego oraz regulacji urbarialnej. W kolejnym memoriale z 11 października 1774 gubernator przedstawił szczegółowy plan reorganizacji, który został zatwierdzony rezolucją Kancelarii Nadwornej z 14 marca 1775. W efekcie tych działań liczba dystryktów w cyrkule bełskim została zredukowana do trzech:
- Biłgoraj (ze zniesionych dystryktów Goraj, Ulanów i Lubaczów),
- Sokal (ze zniesionych dystryktów Uhnów i Witków),
- Zamość (ze zniesionych dystryktów Zamość, Hrubieszów i Łaszczów).

### Zmiana granicy polsko-austriackiej
Warto zauważyć, że, że granica polsko-austriacka w rejonie cyrkułu bełskiego była początkowo (od 1772) przesunięta na odcinku centralnym bardziej na północ i na wschód. Cyrkuł bełski obejmował wówczas także południowe rejony województwa lubelskiego, całość województwa bełskiego oraz rozleglejsze terytorium województwa ruskiego. Na mocy porozumienia zawartego 9 lutego 1776 roku, Austria przekazała Polsce z powrotem znaczne obszary terytorialne zajęte cztery lata wcześniej. Ich łączna powierzchnia wynosiła blisko 2 500 km². Wśród nich znalazły się:
- z dystryktu Biłgoraj:
  - miasta Biłgoraj, Frampol, Goraj, Janów, Modliborzyce i Zaklików, z przyległymi terenami (powróciły do województwa lubelskiego);
- z dystryktu Zamość: 
  - miasta Kraśniczyn i Wojsławice, z przyległymi terenami oraz fragment enklawy hrubieszowsko-kryłowskiej położony za Bugiem (powróciły do Ziemi Chełmskiej województwa ruskiego),
  - miasta Dubienka i Korytnica  z przyległymi terenami (powróciły do województwa bełskiego; po zwrocie aż do 1795 obszar ten stanowił jedyny fragment województwa bełskiego pozostający w granicach Polski, które – w duchu antycypowanej rewindykacji – utrzymano),
- z dystryktu Sokal: 
  - niewielki fragment koło Krzyżowiec (włączono do województwa wołyńskiego).

Ostateczne wytyczenie granic miało miejsce na początku 1777 roku. Na mapie zamieszczonej w infoboksie zasięg terytorialny cyrkułu bełskiego został przedstawiony jako pomniejszony o wspomniane wcześniej obszary (ich dawne granice zaznaczono linią przerywaną). Wyjątek stanowią okolice Dubienki i Korytnicy, które nadal znajdują się w granicach Austrii i cyrkułu bełskiego. Po utrwaleniu granicy północnej cyrkułu Biłgoraj znalazł się poza granicami Galicji, przez co dystrykt Biłgoraj przekształcono w dystrykt Tomaszów, do którego przyłączono rejon Rawy z dystryktu Żółkiew w cyrkule lwowskim (dawny dystrykt Rawa sprzed 1774). Ponieważ  klin rejonu Biłgoraja, oddzielił zachodnie połacie (dawny dystrykt Ulanów) od reszty dystryktu Tomaszów, zostały one z konieczności przyłączone do dystryktu Leżajsk w cyrkule pilzneńskim.

### Reforma i zniesienie cyrkułu

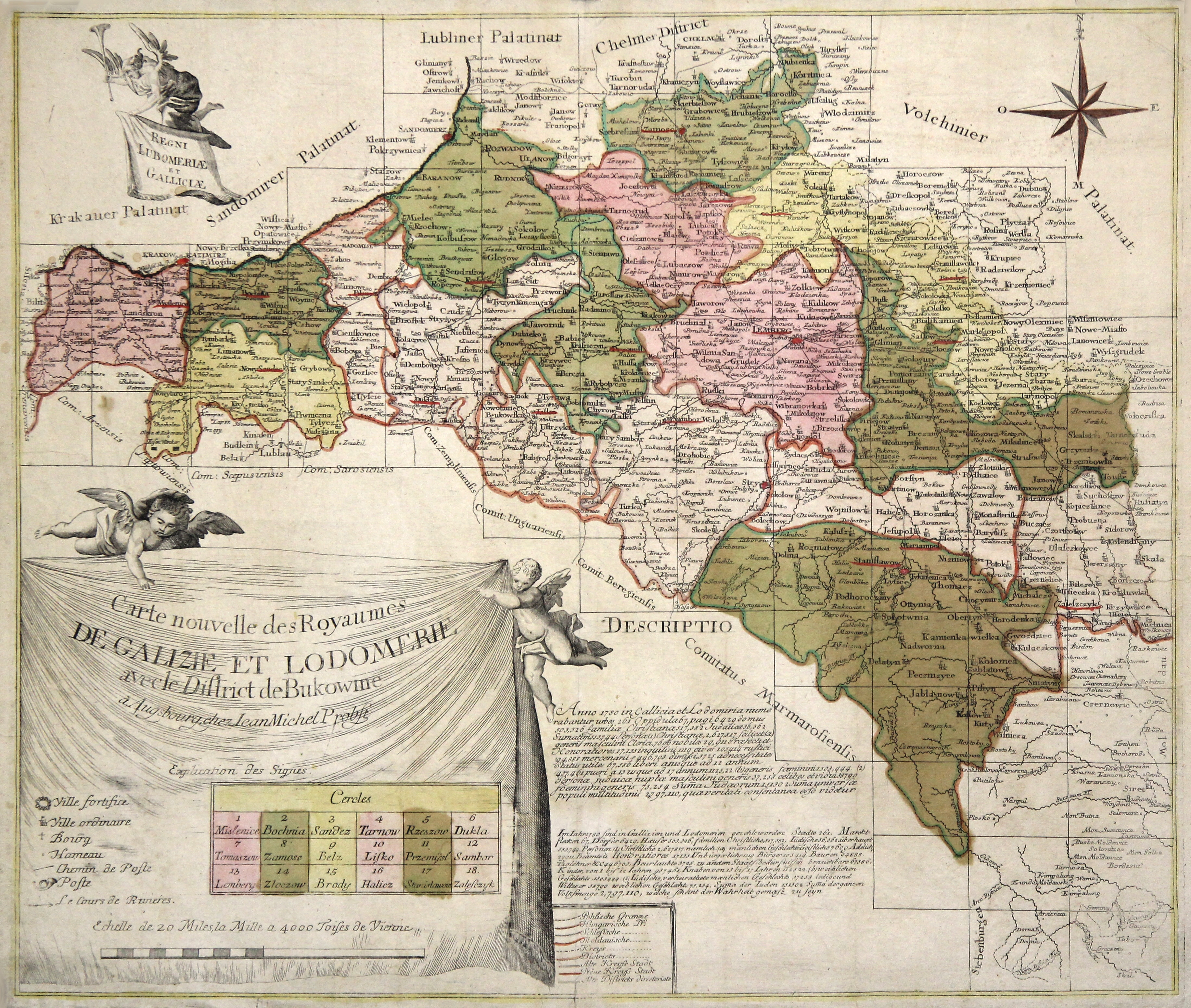
Projekt nowego podziału Galicji na cyrkuły (1780). Nowy cyrkuł sokalski (od 1782) jest na mapie jeszcze przedstawiany jako bełski

W międzyczasie toczyły się dyskusje nad nowym zasadniczym podziałem administracyjnym Galicji. Już 2 września 1780 kancelaria nadworna wydała dekret, w którym poinformowała gubernatora o nowych decyzjach w sprawie organizacji administracyjnej. Cesarzowa Maria Teresa Habsburg już od dłuższego czasu planowała wprowadzenie reform mających na celu dostosowanie ustroju Galicji do zasad obowiązujących w niemieckich krajach dziedzicznych. Właśnie zapadła kluczowa decyzja o przekształceniu dotychczasowych dystryktów w cyrkuły. W związku z tym polecono rozpoczęcie prac nad opracowaniem planu reorganizacji. Jednocześnie określono główne wytyczne, które miały stanowić podstawę przy tworzeniu tego planu. Szczególny nacisk położono na to, aby siedziby władz cyrkułów znajdowały się możliwie jak najbliżej ich centrum. Choć zalecano, aby obszary poszczególnych cyrkułów były w miarę równe pod względem powierzchni, nie należało traktować tej zasady zbyt rygorystycznie – w przypadku istnienia ważnych powodów możliwe były odstępstwa od równomiernego podziału. Zwrócono również uwagę, że nie powinno się bez wyraźnej potrzeby zmieniać lokalizacji siedzib władz, ponieważ wiązałoby się to z licznymi trudnościami – między innymi z koniecznością przeniesienia archiwów, które przez osiem lat znacznie się rozrosły. Na zakończenie podkreślono wagę odpowiedniego doboru kadry kierowniczej do obsadzenia nowych stanowisk.
Zgodnie z przyjętymi wytycznymi opracowano memoriał z 1 grudnia 1780, w którym przedstawiono projekt nowego podziału administracyjnego Galicji na 18 mniejszych cyrkułów na bazie dotychczasowych osiemnastu dystryktów. W obrębie dotychczasowego cyrkułu bełskiego dotyczyły to następujących zmian:
- dystrykt Zamość – przekształcono w cyrkuł zamojski,
- dystrykt Sokal – przekształcono w cyrkuł sokalski (przedstawiono go jako bełski na wstępnej mapie projektowej[15]),
- dystrykt Tomaszów – przekształcono w cyrkuł tomaszowski.

Plan ten został zatwierdzony i wszedł w życie w 1782 roku, co jednocześnie oznaczało formalne zniesienie cyrkułu bełskiego.